# Nils Christofer Dunér
Nils Christofer Dunér (ur. 21 maja 1839 w Billeberdze, Malmöhus, zm. 10 listopada 1914 w Sztokholmie) – szwedzki astronom.

## Życiorys
W 1862 roku uzyskał doktorat na Uniwersytecie w Lund. W latach 1888–1909 był dyrektorem obserwatorium w Uppsali, gdzie zasłużył się pracami w zakresie astrofizyki.
W 1892 roku został uhonorowany Medalem Rumforda. Krater Dunér na Księżycu nazwany został jego imieniem.

## Wybrane dzieła
- 1876 - Mesures micrométiques d'étoiles doubles.
- 1884 - Sur les étoiles à spectres de la troisième classe.
- 1891 - Recherches sur la rotation du Soleil.
- 1899 - Handbok i allmän astronomi.
- 1900 - Calcul des éléments elliptiques de l'orbite du système stellaire de l'étoile variable Y Cygni.
- 1907 - Über die Rotation der Sonne.